# Таврійська вулиця (Мелітополь)
Таврійська вулиця — вулиця в Мелітополі. Йде на північ від провулка Олександра Тишлера і закінчується біля школи № 16.

## Назва
Назва вулиці походить від слова Таврія, давньої назви Криму.
В 1802-1921 роках також існувала Таврійська губернія, до складу якої входив і Мелітополь.

## Історія
Рішення про найменування прорізаної вулиці було прийнято 12 квітня 1957 року.